# Nazionale maschile under 18 di pallacanestro del Senegal
La nazionale di pallacanestro senegalese Under-18 è una selezione giovanile della nazionale senegalese di pallacanestro, ed è rappresentata dai migliori giocatori di nazionalità senegalese di età non superiore ai 18 anni.
Partecipa a tutte le manifestazioni internazionali giovanili di pallacanestro per nazioni gestite dalla FIBA.

## Partecipazioni

### FIBA AfroBasket Under-18
- 1982 -  3°
- 2000 - 4°
- 2004 - 4°
- 2008 - 4°
- 2012 -  1°

- 2018 -  2°
- 2020 -  2°
- 2022 - 5°

## Formazioni
Campionato africano maschile di pallacanestro Under-18 20084 Thiam, 5 Adams, 6 Kassé, 7 Cassé, 8 Diouf, 9 Niang, 10 Hann, 11 Ndoye, 12 Ndao, 13 Sane, 14 Gomis, 15 Mbaye,        All. -
FIBA AfroBasket Under-18 20124 Ba, 5 Dione, 6 K. Fall, 7 Ndour, 8 Dieng, 9 S. Fall, 10 Ndiaye, 11 Niang, 12 Ndoye, 13 Diatta, 14 Gueye, 15 Y. Fall,        All. Madiene Fall
Campionato africano maschile di pallacanestro Under-18 20183 J. Thiam, 4 M. Thiam, 5 Sakho, 7 P. Thiam, 8 Fall, 9 C. Faye, 10 Boissy, 11 B. Faye, 12 Mbaye, 13 Diop, 14 Sow, 15 Sylla,        All. Madiene Fall
FIBA AfroBasket Under-18 20201 Diatta, 3 Mboup, 7 Sene, 8 K. Diop, 10 Sané, 12 Mbengue, 13 Gueye, 15 Badji, 19 Sow, 24 M. Diop, 34 Ngom, 35 Ndiaye,        All. Madiene Fall